# Lucy Marlow
Lucy Marlow (eigentlich Lucy Ann McAleer; * 20. November 1932 in Los Angeles, Kalifornien; † 18. Dezember 2018 in Beaumont, Kalifornien) war eine US-amerikanische Schauspielerin. Sie erlangte Bekanntheit durch Nebenrollen in Filmen wie Ein neuer Stern am Himmel und Ehe in Fesseln.

## Leben
Lucy Marlow absolvierte eine Schauspielausbildung an der Pasadena Playhouse School for Performing Arts. 1954 gab sie ihr Leinwanddebüt in einer Statistenrolle im Filmmusical Das blonde Glück mit Doris Day. Im selben Jahr spielte Marlow eine ihre bekanntesten Rollen als Lola Lavery in Ein neuer Stern am Himmel mit Judy Garland als Hauptdarstellerin. 1955 war sie als Jennifer Stewart im Film noir Ehe in Fesseln an der Seite von Joan Crawford zu sehen.
Nach 1956 betätigte sich Marlow ausschließlich als Fernsehdarstellerin und trat hierbei unter anderem in einzelnen Folgen bekannter Serien wie Peter Gunn und Rauchende Colts auf. 1975 beendete sie ihre Schauspielkarriere mit einer kleinen Rolle in der Polizeiserie Bumpers Revier.
Lucy Marlow war von 1955 bis zur Scheidung im Jahr 1974 mit dem Sportler Andy Carey verheiratet und wurde zweifache Mutter. 1995 trat sie noch einmal als Schauspielerin in einer Theateraufführung von Die Glasmenagerie in Los Angeles auf. Marlow lebte zunächst in Idaho und später im kalifornischen Beaumont, wo sie am 18. Dezember 2018 im Alter von 86 Jahren starb.

## Filmografie (Auswahl)
- 1954: Das blonde Glück (Lucky Me)
- 1954: Ein neuer Stern am Himmel (A Star Is Born)
- 1955: In die Enge getrieben (Tight Spot)
- 1955: Bring Your Smile Along
- 1955: Meine Schwester Ellen (My Sister Eileen)
- 1955: Ehe in Fesseln (Queen Bee)
- 1956: Big Dans Vermächtnis (He Laughed Last)
- 1958: Peter Gunn (Fernsehserie, eine Folge)
- 1959: Rauchende Colts (Gunsmoke; Fernsehserie, eine Folge)
- 1961: Man on the Beach (Fernsehfilm)
- 1975: Bumpers Revier (The Blue Knight; Fernsehserie, eine Folge)